# Karl Klunzinger
Karl Christoph Friedrich Klunzinger (* 21. März 1799 in Ebingen; † 26. März 1861 in Stuttgart) war ein württembergischer Pfarrer, Schriftsteller und Heimatforscher.

## Leben
Klunzinger ging in Beilstein und in Lauffen am Neckar zur Schule. Von 1813 bis 1817 besuchte er die Klosterschule in Schöntal und studierte ab 1817 am Tübinger Stift. 1819 wurde er zum Doktor der Philosophie promoviert. Nach seiner Zeit als Repetent am Klosterseminar in Maulbronn übernahm er 1832 die Stelle des Stadtpfarrers im württembergischen Güglingen. 1847 gab er sein geistliches Amt auf und siedelte als Privatgelehrter und Schriftsteller nach Stuttgart über.
Besondere Bekanntheit erlangte Klunzinger durch seine historischen Abhandlungen über das Kloster Maulbronn und das Zabergäu.
1841 gründete er den Altertumsverein im Zabergäu, eine Vorgängervereinigung des heutigen Zabergäuvereins.
Söhne von Karl Klunzinger waren der Tropenarzt und Zoologe Carl Benjamin Klunzinger und der Eisenbahn- und Wasserbauingenieur Paul Klunzinger.

## Schriften
- Urkundliche Geschichte der vormaligen Cisterzienser-Abtei Maulbronn. Sonnenwald, Stuttgart 1834.
- Die Edlen von Neipperg und ihre Wohnsitze in Neipperg und Schwaigern. Köhler, Stuttgart 1840.
- Geschichte des Zabergäus und des jetzigen Oberamtes Brackenheim. Band I–IV. Belser, Stuttgart 1841–1844.
- Geschichte der Stadt Lauffen a. N. mit ihren ehemaligen Amtsorten Gemmrigheim und Ilsfeld. 1845/1846.
- Anteil der Deutschen an der Entdeckung von Südamerika. Sonnenwald, Stuttgart 1847.
- Artistische Beschreibung der vormaligen Cisterzienser-Abtei Maulbronn. Sonnenwald, Stuttgart 1849.
- Artistische Beschreibung der vormaligen Cisterzienser-Abtei Bebenhausen. Hauber, Stuttgart 1852.
- Die Künstler aller Zeiten und Völker: oder Leben und Werke der berühmtesten Baumeister, Bildhauer, Maler, Kupferstecher, Formschneider, Lithographen etc. von den frühesten Kunstepochen bis zur Gegenwart. Nach den besten Quellen bearbeitet. Ebner & Seubert, Stuttgart.
  - Band 2: F–L. Begonnen von Friedrich Müller, fortgesetzt von Karl Klunzinger. 1860. (Digitalisat).
  - Band 3: M–Z. Begonnen von Friedrich Müller, fortgesetzt von Karl Klunzinger und Adolf Seubert. 1864 (Digitalisat).